# Ángel García Cabezali
Ángel García Cabezali (Madrid, 3 febbraio 1993) è un calciatore spagnolo, difensore dell'AEK Larnaca.

## Carriera
Ha giocato nella seconda divisione spagnola e nella massima serie polacca.

## Statistiche

### Presenze e reti nei club
Statistiche aggiornate al 16 febbraio 2023.
| Stagione               | Squadra                | Campionato             | Campionato | Campionato | Coppe nazionali | Coppe nazionali | Coppe nazionali | Coppe continentali | Coppe continentali | Coppe continentali | Altre coppe | Altre coppe | Altre coppe | Totale | Totale |
| Stagione               | Squadra                | Comp                   | Pres       | Reti       | Comp            | Pres            | Reti            | Comp               | Pres               | Reti               | Comp        | Pres        | Reti        | Pres   | Reti   |
| ---------------------- | ---------------------- | ---------------------- | ---------- | ---------- | --------------- | --------------- | --------------- | ------------------ | ------------------ | ------------------ | ----------- | ----------- | ----------- | ------ | ------ |
| 2015-2016              | Real Valladolid        | SD                     | 3          | 1          | CR              | 1               | 0               | -                  | -                  | -                  | -           | -           | -           | 4      | 1      |
| 2016-2017              | Real Valladolid        | SD                     | 16         | 0          | CR              | 4               | 0               | -                  | -                  | -                  | -           | -           | -           | 20     | 0      |
| 2017-gen. 2018         | Real Valladolid        | SD                     | 7          | 1          | CR              | 3               | 0               | -                  | -                  | -                  | -           | -           | -           | 10     | 1      |
| Totale Real Valladolid | Totale Real Valladolid | Totale Real Valladolid | 26         | 2          |                 | 8               | 0               |                    | -                  | -                  |             | -           | -           | 34     | 2      |
| gen.-giu. 2018         | Leonesa                | SD                     | 13         | 1          | CR              | 0               | 0               | -                  | -                  | -                  | -           | -           | -           | 13     | 1      |
| 2018-2019              | Wisła Płock            | EK                     | 16         | 0          | CP              | 0               | 0               | -                  | -                  | -                  | -           | -           | -           | 16     | 0      |
| 2019-2020              | Wisła Płock            | EK                     | 24         | 1          | CP              | 1               | 0               | -                  | -                  | -                  | -           | -           | -           | 25     | 1      |
| 2020-2021              | Wisła Płock            | EK                     | 28         | 0          | CP              | 1               | 0               | -                  | -                  | -                  | -           | -           | -           | 29     | 0      |
| Totale Wisla Plock     | Totale Wisla Plock     | Totale Wisla Plock     | 68         | 1          |                 | 2               | 0               |                    | -                  | -                  |             | -           | -           | 70     | 1      |
| 2021-2022              | AEK Larnaca            | AK                     | 22         | 1          | KK              | 3               | 0               | -                  | -                  | -                  | -           | -           | -           | 25     | 1      |
| 2022-2023              | AEK Larnaca            | AK                     | 17         | 1          | KK              | 0               | 0               | UCL+UEL+UECL       | 2+7+1              | 0+1+1              | -           | -           | -           | 28     | 3      |
| Totale AEK Larnaca     | Totale AEK Larnaca     | Totale AEK Larnaca     | 39         | 2          |                 | 3               | 0               |                    | 11                 | 2                  |             | -           | -           | 53     | 4      |
| Totale carriera        | Totale carriera        | Totale carriera        | 146        | 5          |                 | 13              | 0               |                    | 11                 | 2                  |             | -           | -           | 170    | 7      |

## Palmarès
- Coppa di Cipro: 1

AEK Larnaca: 2024-2025